# Simpson and Delilah
Simpson and Delilah is de tweede aflevering van het tweede seizoen van de Amerikaanse animatieserie The Simpsons, die voor het eerst in de Verenigde Staten werd uitgezonden op 18 oktober 1990.

## Verhaal
Homer ontdekt een medicijn, dimoxinil (een parodie op minoxidil), waarmee hij van zijn kaalheid af zou kunnen komen. Hij zou het echter nooit kunnen betalen, behalve als hij misbruik maakt van zijn ziektekostenverzekering. Hij sluit een deal met de drogist, en heeft de volgende dag een mooie bos haar. Mr. Burns bekijkt via de beveiligingscamera beelden van zijn kerncentrale. Hij ziet Homer met haar, verwart hem met een jonge ambitieuze werknemer en biedt hem een promotie aan.
Homer heeft een secretaris nodig, en vindt na lang zoeken een homoseksuele assistent, Karl, die verliefd op hem wordt. Mr. Burns heeft geen spijt van zijn keuze Homer te promoveren, helemaal wanneer hij hoort dat het aantal ongelukken in de kerncentrale drastisch is gedaald. Smithers wordt jaloers en komt achter Homers verzekeringsfraude.
Smithers staat op het punt Homer te ontslaan, wanneer Karl de schuld op zich neemt en de verzekeringsmaatschappij terugbetaalt. Smithers wordt hierdoor gedwongen Karl te ontslaan. Homer moet zuinig zijn met het laatste beetje dimoxinil dat hij over heeft. Bart besluit echter wat dimoxinil te gebruiken om een baard te krijgen, maar laat het flesje vallen.
Zonder dimoxinil is Homer de volgende dag kaal, terwijl hij naar een vergadering moet. Ondanks het houden van een briljante speech (geschreven door Karl), neemt niemand hem meer serieus omdat hij kaal is. Mr. Burns plaatst Homer terug op zijn oude positie in de kerncentrale, en alles is weer terug bij af.

## Achtergronden bij het verhaal en culturele verwijzingen
- In de openingsscène schrijft Bart op het bord: "Tar is not a plaything" (Teer is niet om mee te spelen).[1]
- De titel is een woordspeling op Samson en Delilah uit de Bijbel. Samson (in sommige versies ook "Simson" genoemd) was een beresterke man die zijn kracht verloor toen zijn haren werden geknipt. In de aflevering verliest Homer zijn sociaal aanzien zo gauw zijn haargroeimiddel is uitgewerkt.
- De scène waar Homer zijn bijgegroeid haar ontdekt en vrolijk door de straten rent terwijl hij iedereen zijn blijdschap laat weten is een verwijzing naar de slotscène van de kerstfilm It's a Wonderful Life.
- De scène waar het personage Karl Homer openlijk op de mond zoent was zeer controversieel destijds. Zeker omdat Karl duidelijk homo is. De acteur die de rol speelde, Harvey Fierstein, is zelf homo.